# مصفوفة التداخل
إن مصفوفة التداخل (وتسمى أيضاً بمصفوفة التراكب أو بمصفوفة التشابك) (بالإنجليزية: Overlap Matrix)‏ هي عبارة عن مصفوفة مربعة, تُستعمل في الكيمياء الكمومية لوصف العلاقة-البينية لمجموعة من متجهات الأساس للنظام الكمومي. و بشكل أخص, إذا كانت المتجهات متعامدة على بعضها البعض, ستكون مصفوفة التداخل قطرية. بالإضافة, إذا شكلت المتجهات الأساس مجموعة متعامدة منظمة Orthonormal Set, ستكون مصفوفة التداخل مصفوفة تطابق. تكون مصفوفة التداخل دائماً n×n, حيث تكون n هي عدد دوال الأساس المستعملة. و هي نوع من المصفوفات الغرامية (مصفوفة غرام) Gramian Matrix.
و بشكل عام, تعرف مصفوفة التداخل بالمعادلة:
{\displaystyle \mathbf {S} _{jk}=\left\langle b_{j}|b_{k}\right\rangle =\int \Psi _{j}^{*}\Psi _{k}d\tau }
حيث أن
{\displaystyle \left|b_{j}\right\rangle }
هي تعداد برا-كيت الأساس ذات الرقم j-th (متجه), و
{\displaystyle \Psi _{j}}
هي الدالة الموجية wavefunction ذات الرقم j-th, تعرف كالتالي
{\displaystyle \Psi _{j}(x)=\left\langle x|b_{j}\right\rangle }.